# Дом Советов (Краснодар)
Дом Советов — административное здание в Краснодаре, в котором размещается Администрация Краснодарского края. Расположено по адресу: Красная улица, 35.

## История
С 1876 года на месте краснодарского Дома Советов располагалось здание Кубанского Александровского реального училища, однако в ходе Великой Отечественной войны здание училища было разрушено.
После окончания войны на этом месте было решено построить здание Краснодарского краевого Совета. Был проведён конкурс проектов, в котором конкурсной комиссией был выбран эскиз архитектора Н. П. Сухановской. По проекту Сухановской в центре фасада должна была быть 15-этажная башня со шпилем, увенчанным звездой.
Однако после выхода в ноябре 1955 года постановления «Об устранении излишеств в проектировании и строительстве» башню, а также портик центрального входа и большую часть лепнины из проекта Сухановской убрали. Сам проект подвергся существенным изменениям.
Строительство началось в 1956 году и к 1961 году Дом Советов был принят в эксплуатацию. Четырёхэтажное здание имело пятиэтажную центральную часть.
К концу 1960-х годов здание Дома Советов стало неспособным вмещать в себе весь краевой партийный аппарат. Поэтому Н. П. Сухановская совместно с архитектором А. В. Титовым разработали проект реконструкции Дома Советов, в котором на 2 этажа увеличивалась этажность здания.
В 1970-1971 годах в ходе начавшейся реконструкции зданию Дома Советов было надстроено два этажа. В 1974 году был реконструирован фасад здания. После проведённой реконструкции здание по сей день сохраняет свой облик.